# João Vaz Corte-Real
João Vaz Corte-Real (mort en 1496) était un explorateur portugais du XVe siècle, gouverneur d'Angra do Heroísmo sur l'île de Terceira, dans les Açores. Il était père de trois enfants : Miguel et Gaspar, tous deux explorateurs, et Vasco Anes.
Selon le poète Gaspar Frutuoso, il entreprend deux voyages d'exploration vers le nord-ouest de l'océan Atlantique afin de trouver une route occidentale vers l'Asie.
Le premier voyage fut financé par des armateurs danois en 1472. Participe à cette expédition un autre capitaine portugais, Alvaro Martins Homem. Au cours de cette navigation, Corte-Real serait passé au large d'une île dite Terra Nova do Bacalhau (littéralement, Terre-Neuve des morues).
Lors du second voyage en 1474, accompagné de Miguel et Gaspar, il retourna vers cette île de Bacalhau, qui n'a jamais été identifiée avec certitude ; ce pourrait être Terre-Neuve, ce qui ferait de Corte-Real le précurseur de Christophe Colomb de plus de vingt ans. Cependant, aucun des historiens portugais du XVIe siècle ne fait état de cette découverte d'un nouveau continent, et l'historien Henry Harrisse doute de la crédibilité de Fructuoso.
Peut-être en récompense de cette découverte, le roi du Portugal lui fait don de terres sur l'île de Terceira et le nomme Capitão-Donatário de Angra do Heroísmo ; plus vraisemblablement, il s'agit d'une récompense pour services rendus.